# Buenavista Dos
Buenavista Dos är en ort i Mexiko.   Den ligger i kommunen Coxquihui och delstaten Veracruz, i den sydöstra delen av landet, 180 km nordost om huvudstaden Mexico City. Buenavista Dos ligger 204 meter över havet och antalet invånare är 187.
Terrängen runt Buenavista Dos är huvudsakligen kuperad, men åt nordost är den platt. Runt Buenavista Dos är det tätbefolkat, med 356 invånare per kvadratkilometer. Närmaste större samhälle är Olintla, 11,3 km sydväst om Buenavista Dos. Omgivningarna runt Buenavista Dos är en mosaik av jordbruksmark och naturlig växtlighet.